# Samolot ponaddźwiękowy

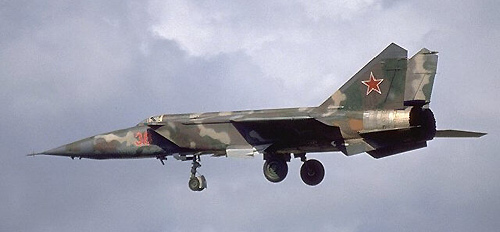
MiG-25, zdolny osiągnąć 3,2 macha

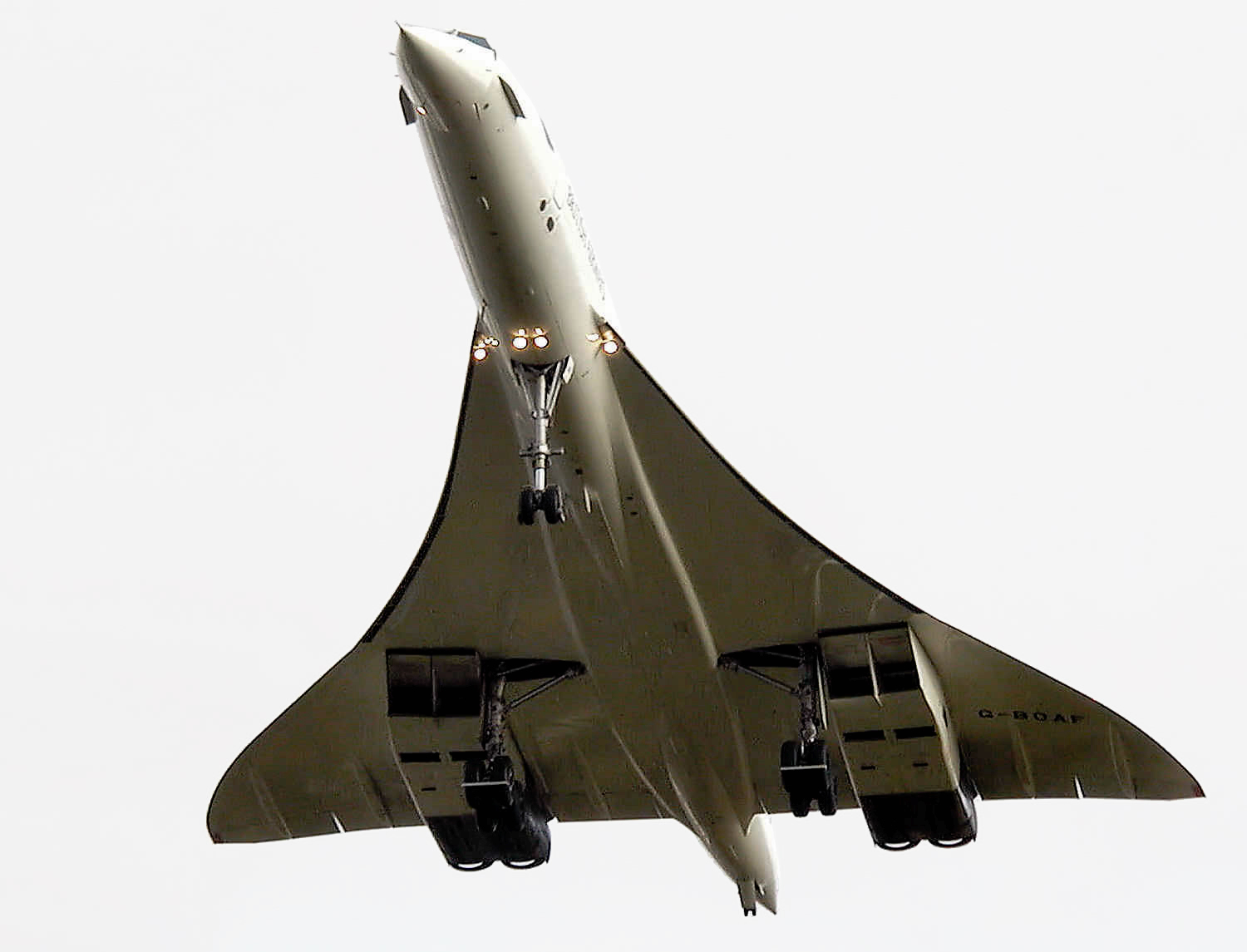
Concorde, pasażerski samolot ponaddźwiękowy.

Samolot naddźwiękowy – samolot, który może przekroczyć prędkość dźwięku wynoszącą 1 Macha.
Samoloty naddźwiękowe zwykle wyraźnie się różnią konstrukcją od samolotów poddźwiękowych. Rzuca się w oczy profil skrzydeł, które w samolotach naddźwiękowych są pod dużym kątem w stosunku do kadłuba i mają stosunkowo mniejszą siłę nośną.
Największym tego typu samolotem jest bombowiec Tu-160 ze skrzydłami o zmiennej geometrii.
Przekroczenie prędkości dźwięku jest kłopotliwe. Towarzyszy temu wyraźny wzrost oporu ruchu, nazywany barierą dźwięku. Samolot poruszający się z prędkością naddźwiękową wytwarza grom dźwiękowy, potężną falę uderzeniową.